# Žabari (Valjevo)
Žabari (Valjevo) (em cirílico: Жабари) é uma vila da Sérvia localizada no município de Valjevo, pertencente ao distrito de Kolubara. A sua população era de 406 habitantes segundo o censo de 2011.

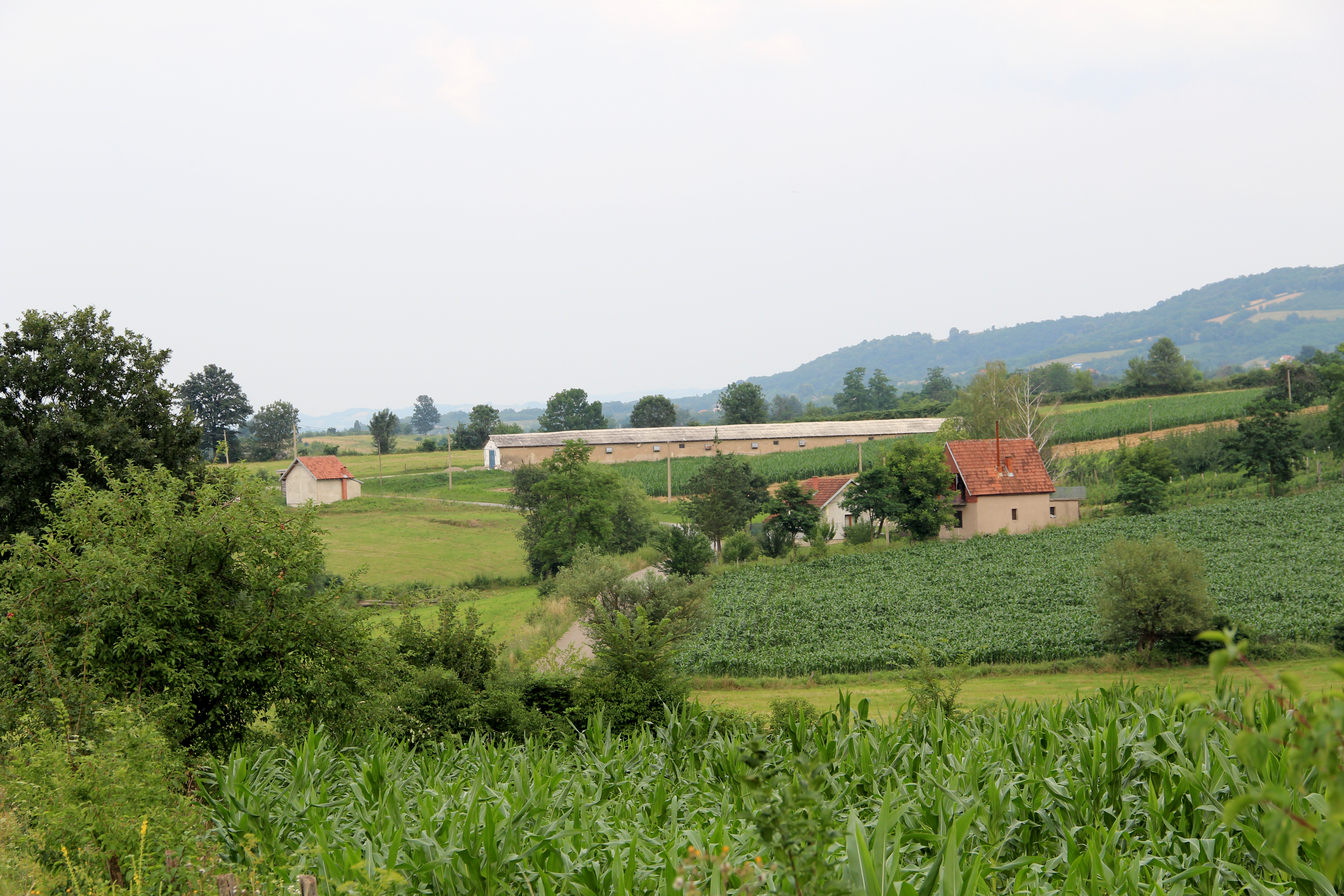
Žabari - panorama
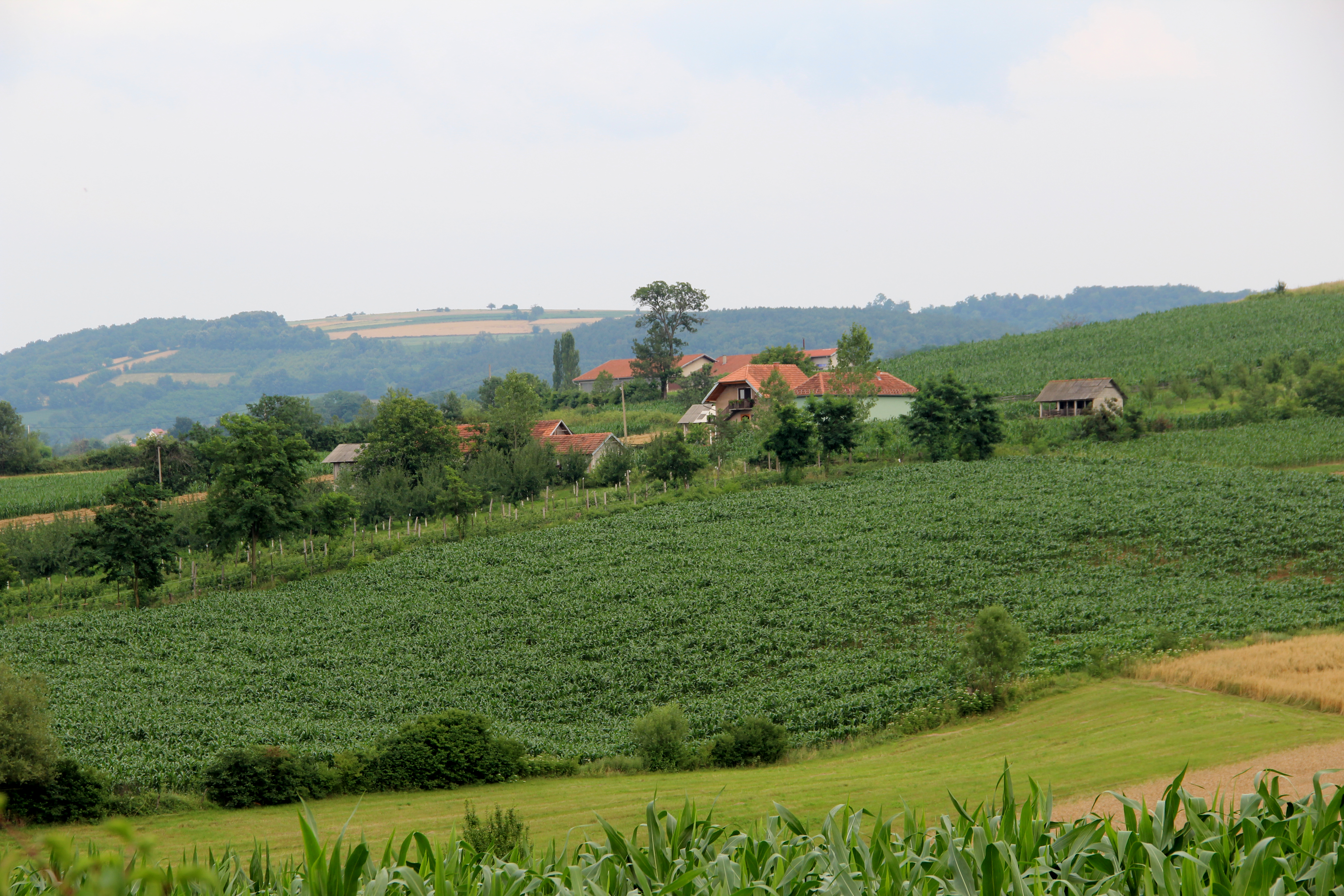
Žabari - panorama
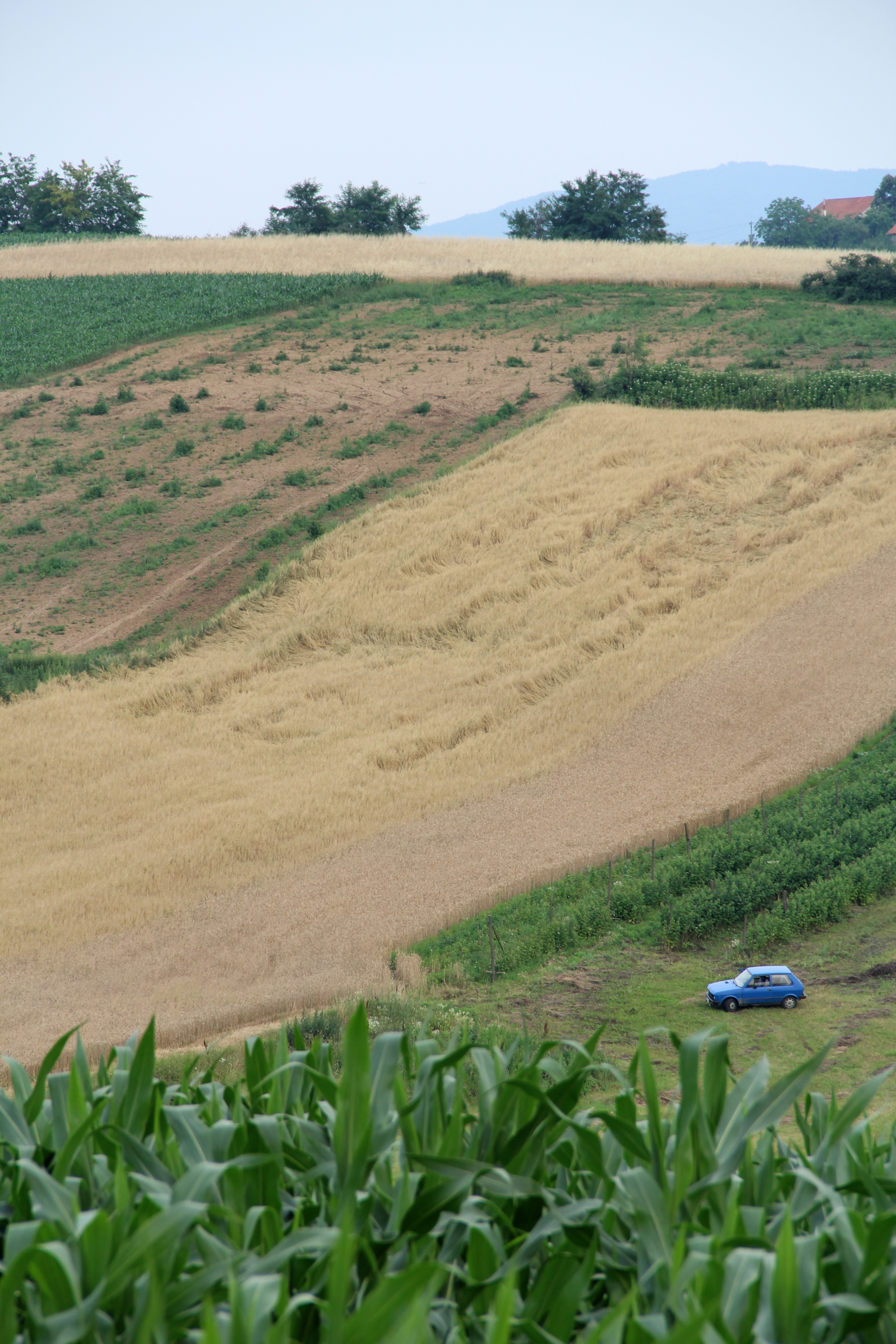
Žabari - panorama
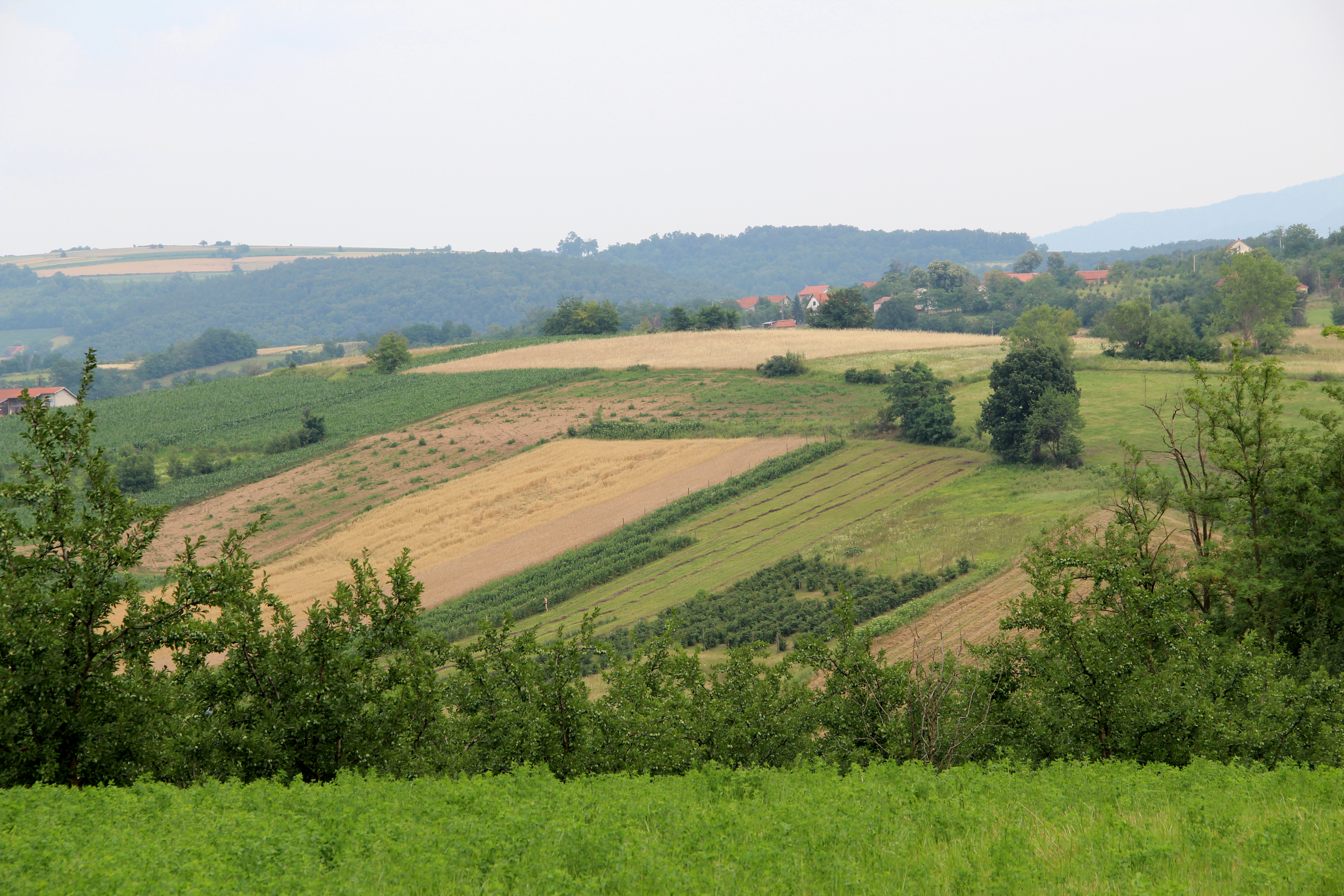
Žabari - panorama
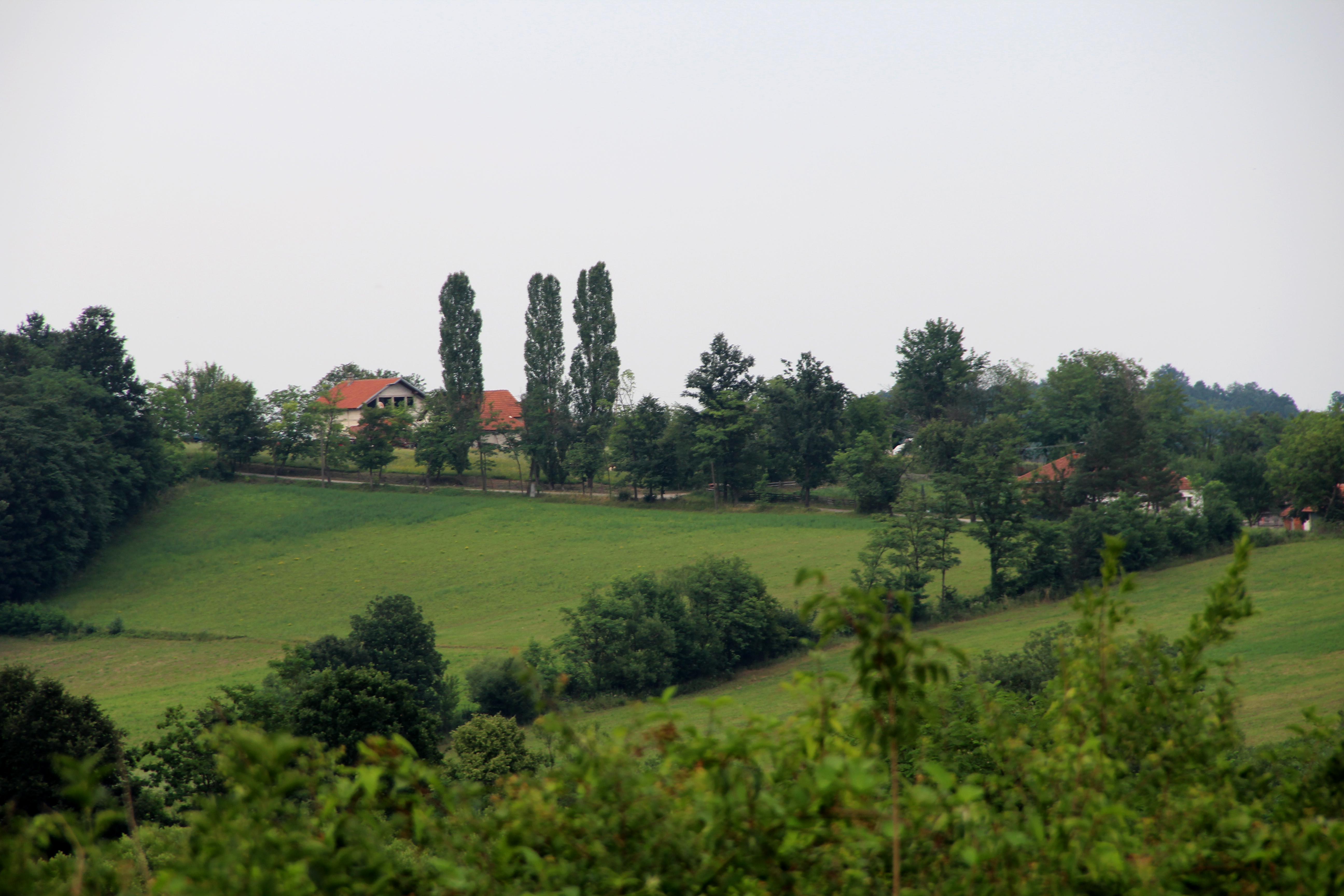
Žabari - panorama
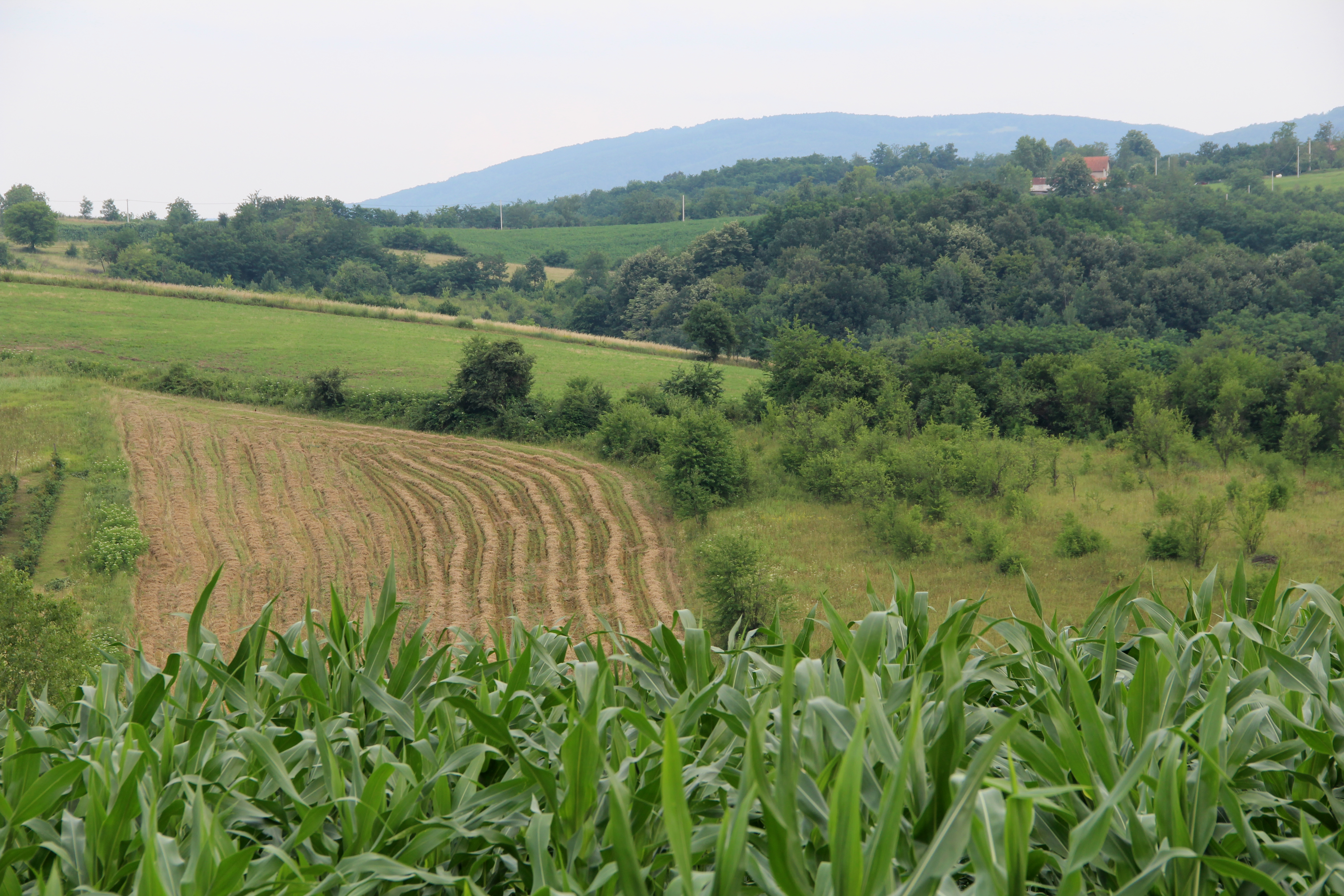
Žabari - panorama
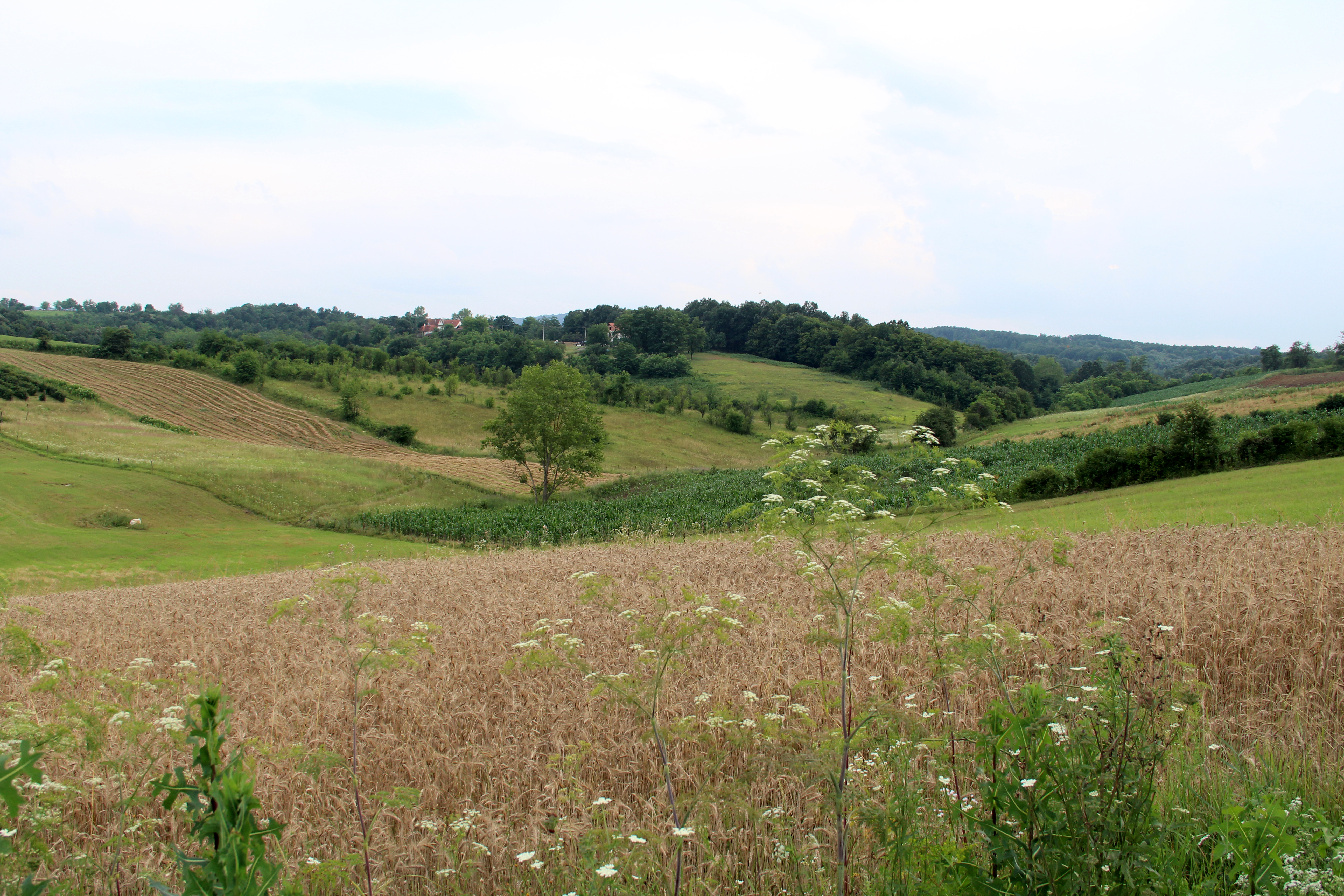
Žabari - panorama
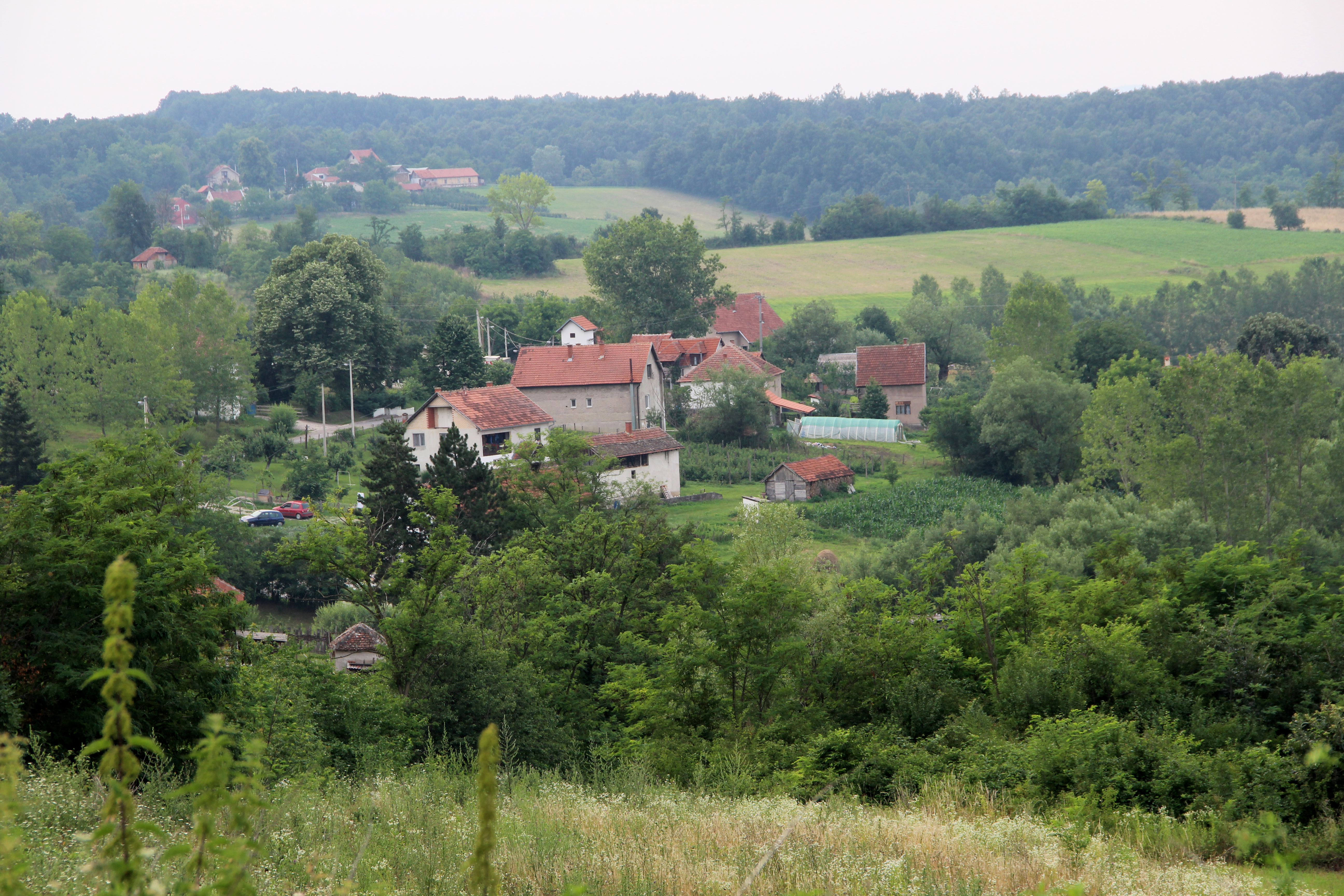
Žabari - panorama
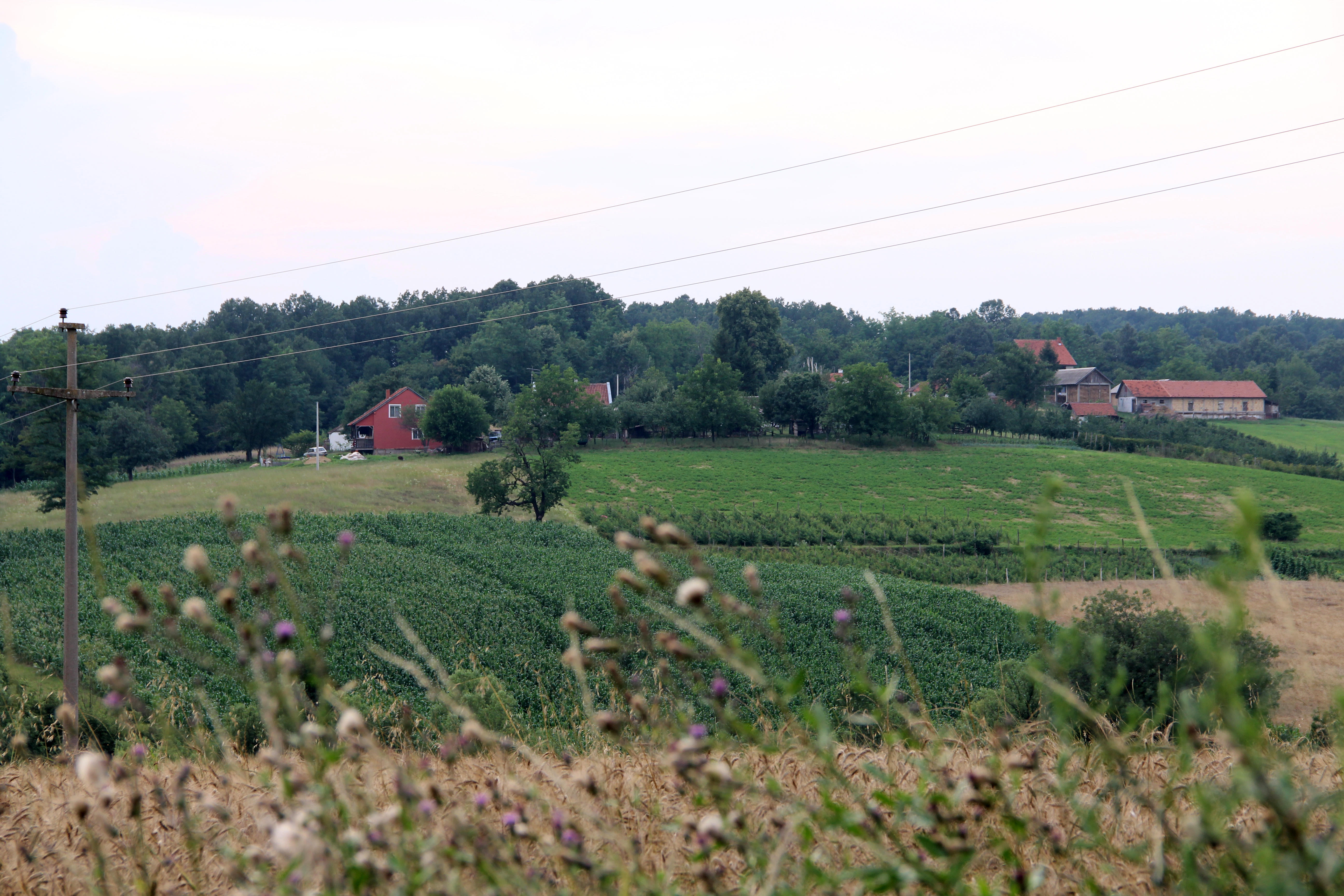
Žabari - panorama
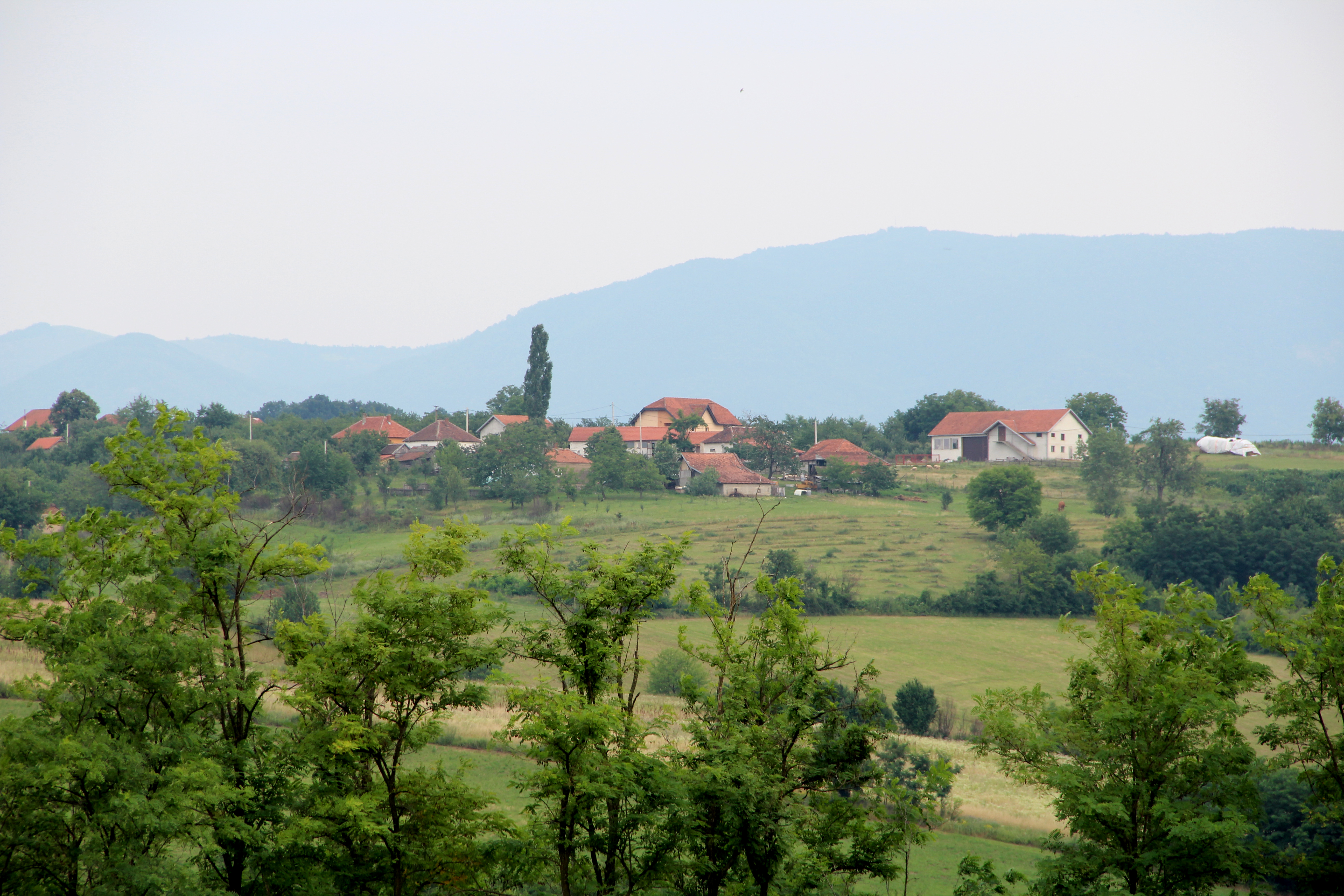
Žabari - panorama
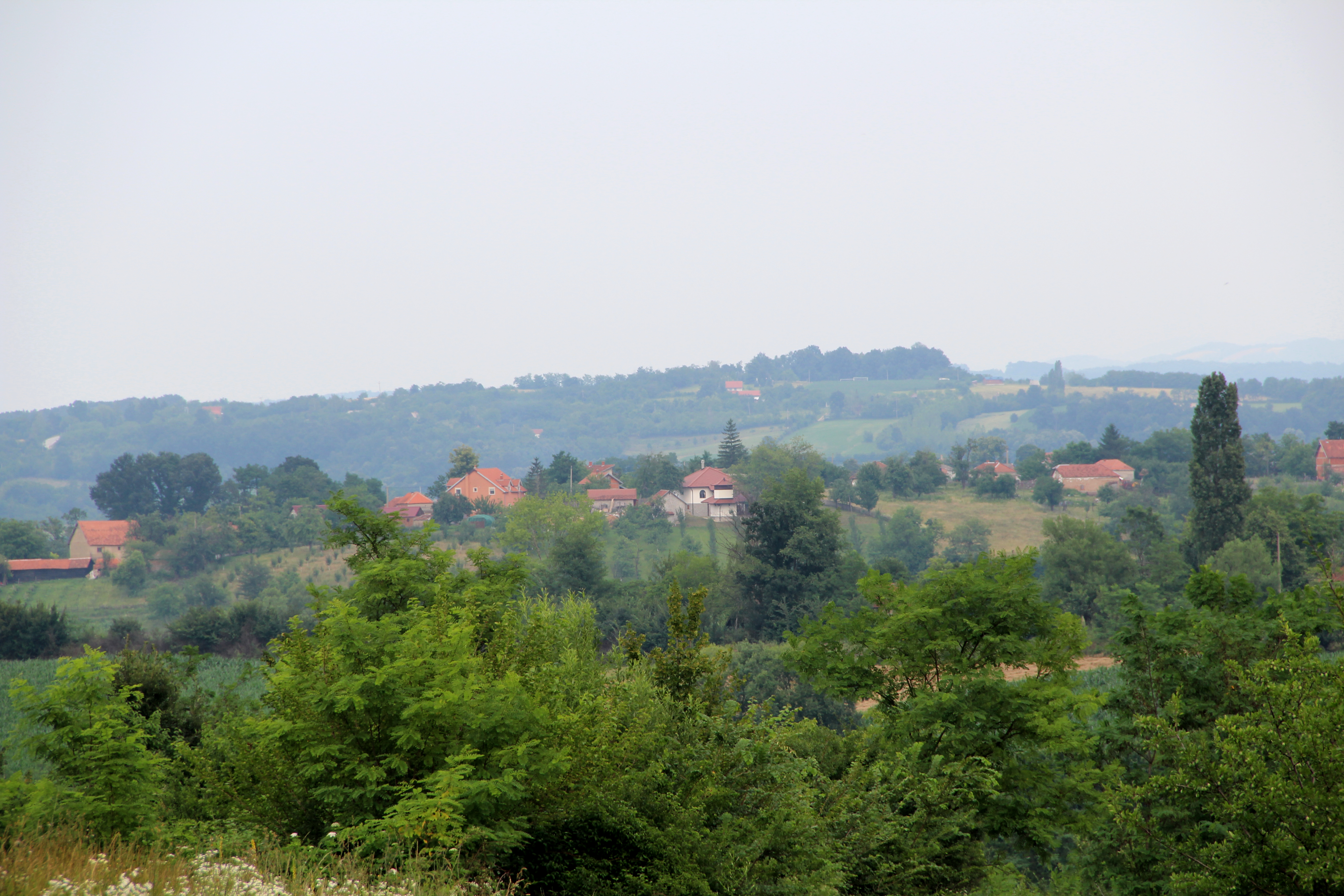
Žabari - panorama
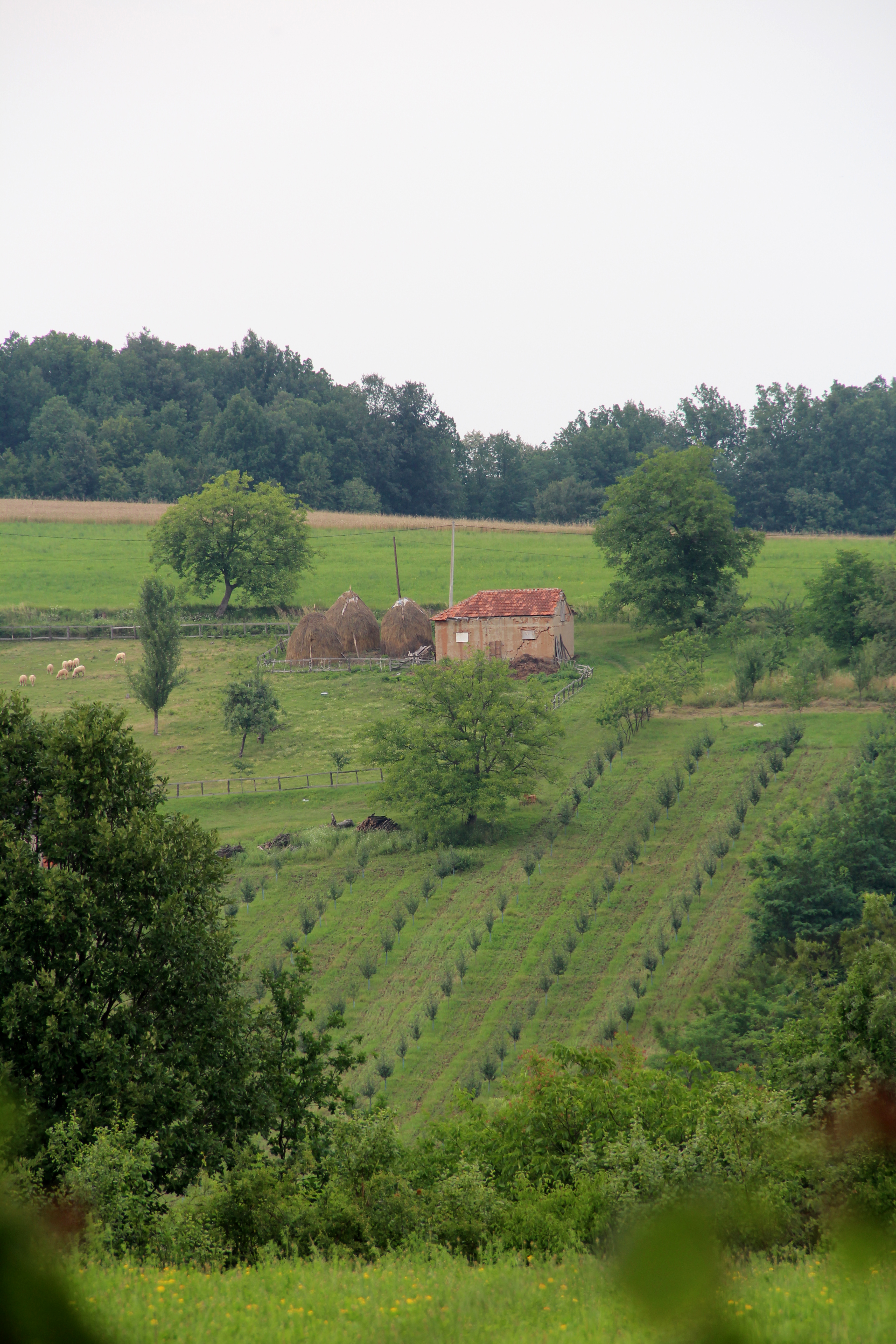
Žabari - panorama

## Demografia
| 1948 | 1953 | 1961 | 1971 | 1981 | 1991 | 2002 | 2011 |
| ---- | ---- | ---- | ---- | ---- | ---- | ---- | ---- |
| 660  | 677  | 678  | 599  | 530  | 487  | 452  | 406  |